# وارن كينسلا
وارن كينسلا هو محامي وسياسي كندي، ولد في 1960 في مونتريال في كندا. نشط حزبياً في الحزب الليبرالي الكندي.

## وصلات خارجية
- الموقع الرسمي